# Балка Тишенківка
Балка Тишенківка (рос. Б.Тишанковка) — балка (річка) в Україні у Красноградській міській громаді Берестинського району Харківської області, Мартинівській сільській та Карлівській міській громадах Полтавського району Полтавської області. Ліва притока річки Орчика (басейн Чорного моря).

## Опис
Довжина балки приблизно 17 км, найкоротша відстань між витоком і гирлом — 14  км, коефіцієнт звивистості річки — 1,2. Формується багатьма балками та загатами. На деяких ділянках балка пересихає.

## Розташування
Бере початок у селі Тишенківка. Тече переважно на північний захід понад селом Мар'янівка і на північно-західній околиці села Попівка впадає в річку Орчик, праву притоку Орелі.

## Цікаві факти
- У минулому столітті на балці існували багато газових свердловин та 1 газгольдер[3].
- На правому березі балки розташований ландшафтний заказник Олегова балка[2].